# Paolo Birro
Paolo Birro (* 1962 in Noventa Vicentina, Italien) ist ein italienischer Jazzmusiker (Piano, Komposition).

## Leben
Birro absolvierte zunächst eine Ausbildung zum klassischen Pianisten am Konservatorium von Vicenza, wendete sich dann aber dem Jazz zu, der ihn von Kindesbeinen an fasziniert hatte. 1992 gewann er im Trio mit Sandro Gibellini und Mauro Negri den ersten Preis beim Internationalen Wettbewerb von Barga. Mit seinem ersten Album Fair Play errang er auf die Aufmerksamkeit der Kritiker der Fachzeitschrift Musica Jazz, die ihn als bestes Nachwuchstalent im italienischen Jazz priesen. 
In den Folgejahren trat er mit Musikern wie Lee Konitz, Buddy DeFranco, Art Farmer, Johnny Griffin, Scott Hamilton, Gianni Basso, Ruud Brink, Charles Davis, Enrico Rava, Richard Galliano, Paolo Fresu, Tiziana Ghiglioni und Aldo Romano auf. Neben Alben mit eigenen Gruppen und als Solist ist er als Begleiter an mehr als 50 Alben von Musikern wie Pietro Tonolo, Emanuele Cisi, Claudio Fasoli, Eliot Zigmund oder J. Kyle Gregory beteiligt. Weiter gehört er zum Lydian Sound Orchestra unter Leitung von Riccardo Brazzale.
Als Musikpädagoge lehrt er seit 2003 am Konservatorium von Vicenzy, aber auch bei den Civici Corsi di Jazz in Mailand, den International Jazz Master Classes in Siena, dem Jazz Department des Konservatoriums von Bologna und dem Jazzinty Workshop in Novo mesto (Slowenien).

## Diskographische Hinweise
- Capo D’Astro (Velut Luna) 1998
- Live at Siena Jazz (Splasch) 2002
- Pietro Tonolo, Gil Goldstein, Paolo Birro, Pietro Ciancaglini Farfalle (Egea 2002)
- Sbàndio (Almar Records)  2008 (solo)
- Lee Konitz-Paolo Birro Passion Flower (Philology)  2008
- Monk’s Favorites (Almar Records) 2012
- Scott Hamilton, Paolo Birro, Alfred Kramer Bean and the Boys (Fonè Jazz 2015)